# جائزة البرتغال الكبرى للدراجات النارية 2010
جائزة البرتغال الكبرى للدراجات النارية 2010 هو سباق دراجات نارية أقيم بتاريخ 31 أكتوبر 2010 في حلبة إستوريل. كان الجولة السابعة عشر من أصل 18 في سباق الجائزة الكبرى للدراجات النارية موسم 2010. فاز الإسباني خورخي لورنزو بفئة الموتو جي بي بينما جاء الإيطالي فالنتينو روسي في المركز الثاني.

## وصلات خارجية
- الموقع الرسمي